# Esperimento di Hammar
L'esperimento Hammar fu un esperimento progettato e condotto da Gustaf Wilhelm Hammar (1935) per testare l'ipotesi di trascinamento dell'etere. Il suo risultato negativo confutò alcuni specifici modelli di trascinamento dell'etere e confermò una relatività speciale.

## Panoramica
Esperimenti come l'esperimento Michelson-Morley del 1887 (e in seguito altri esperimenti come l'esperimento Trouton–Noble nel 1903 o l'esperimento Trouton–Rankine nel 1908), presentarono prove contro la teoria di un mezzo per la propagazione della luce noto come etere luminifero, che era stata una parte consolidata della scienza per quasi cento anni all'epoca. Questi risultati mettono in dubbio ciò che allora era un presupposto centrale della scienza moderna, e in seguito portarono allo sviluppo della teoria della relatività ristretta. Nel tentativo di spiegare i risultati dell'esperimento Michelson-Morley nel contesto del mezzo presunto, etere, sono state esaminate molte nuove ipotesi. Una delle proposte era che invece di passare attraverso un etere statico e immobile, oggetti massicci sulla superficie terrestre potrebbero trascinare parte dell'etere insieme a loro, rendendo impossibile rilevare un "vento". Oliver Lodge (1893-1897) fu uno dei primi a eseguire una prova di questa teoria usando blocchi di piombo rotanti e voluminosi in un esperimento che tentò di provocare un vento eterico asimmetrico. I suoi test non hanno prodotto risultati apprezzabili diversi dai test precedenti per il vento eterico.
Negli anni 1920, Dayton Miller effettuò ripetizioni degli esperimenti Michelson-Morley, che presumibilmente produssero un risultato positivo. Tuttavia, diversi esperimenti condotti in seguito da altri hanno dato risultati negativi. Miller affermò che ciò era dovuto al trascinamento dell'etere, poiché gli altri esperimenti usavano apparecchiature fortemente chiuse. Per testare l'affermazione di Miller, Hammar condusse il seguente esperimento usando un interferometro a percorso comune nel 1935.

## L'esperimento
Usando uno specchio semi-argentato A, ha diviso un raggio di luce bianca in due mezzi raggi. Un mezzo raggio fu inviato nella direzione trasversale in un tubo di acciaio a parete pesante terminato con tappi di piombo. In questo tubo, il raggio veniva riflesso dallo specchio D e inviato nella direzione longitudinale a un altro specchio C all'altra estremità del tubo. Lì fu riflesso e inviato nella direzione trasversale a uno specchio B esterno al tubo. Da B tornò ad A in direzione longitudinale. L'altro mezzo raggio percorse lo stesso percorso nella direzione opposta.
La topologia del percorso della luce era quella di un interferometro di Sagnac con un numero dispari di riflessi. Gli interferometri Sagnac offrono un eccellente contrasto e stabilità della frangia,  e la configurazione con un numero dispari di riflessi è solo leggermente meno stabile della configurazione con un numero pari di riflessi. (Con un numero dispari di riflessioni, i raggi che si muovono in senso opposto vengono invertiti lateralmente l'uno rispetto all'altro sulla maggior parte del percorso della luce, in modo che la topologia si discosti leggermente dal rigoroso percorso comune.) L'immunità relativa del suo apparato alla vibrazione, stress meccanici ed effetti di temperatura, hanno permesso ad Hammar di rilevare spostamenti di frange di appena 1/10 di frangia, nonostante l'utilizzo dell'interferometro all'aperto in un ambiente aperto senza controllo della temperatura.
Similmente all'esperimento della Loggia, l'apparato di Hammar avrebbe dovuto causare un'asimmetria in qualsiasi vento di etere proposto. L'aspettativa di Hammar dei risultati è che: Con l'apparecchiatura allineata perpendicolare al vento di etere, sia lunghe braccia sarebbero parimenti influenzata da trascinamento dell'etere. Con l'apparato allineato parallelamente al vento dell'etere, un braccio sarebbe più influenzato dal trascinamento dell'etere rispetto all'altro. I seguenti tempi di propagazione previsti per i raggi di propagazione sono stati dati da Robertson/Noonan:
{\displaystyle t_{1}={\frac {AB}{c+v}}+{\frac {BC+DA}{\sqrt {c^{2}-v^{2}}}}+{\frac {CD}{c-v+\Delta v}}}
{\displaystyle t_{2}={\frac {AB}{c-v}}+{\frac {BC+DA}{\sqrt {c^{2}-v^{2}}}}+{\frac {CD}{c+v-\Delta v}}}
dove {\displaystyle \Delta v} è la velocità di trascinamento dell'etere. Questo giustifica una differenza temporale:
{\displaystyle \Delta t\simeq {\frac {2l\Delta v}{c^{2}}}}
Il 1º settembre 1934, Hammar installò l'apparato sulla cima di un'alta collina a due miglia a sud di Mosca, nell'Idaho, e fece molte osservazioni con l'apparato girato in tutte le direzioni durante il giorno nei giorni 1, 2 e 3 settembre. Non ha visto spostamenti delle frange di interferenza, corrispondenti a un limite superiore di {\displaystyle \Delta v<0.074} km/s. Questi risultati sono considerati una prova contro l'ipotesi del trascinamento dell'etere come è stato proposto da Miller.

## Conseguenze per l'ipotesi di trascinamento dell'etere
Poiché esistevano idee diverse di "trascinamento dell'etere", l'interpretazione di tutti gli esperimenti di trascinamento dell'etere può essere fatta nel contesto di ciascuna versione delle ipotesi.
1. Nessuna o parziale trascinamento da qualsiasi oggetto con massa. Questo è stato discusso da scienziati come Augustin-Jean Fresnel e François Arago. Fu confutato dall'esperimento di Michelson-Morley.
2. Trascinamento completo all'interno o in prossimità di tutte le masse. Fu smentito dall'aberrazione della luce, dall'effetto Sagnac, dagli esperimenti di Oliver Lodge e dall'esperimento di Hammar.
3. Trascinamento completo all'interno o in prossimità di masse molto grandi come la Terra. Fu confutato dall'aberrazione della luce, esperimento di Michelson–Gale–Pearson.